# Вылканов, Александр Константинов
Александр Константинов Вылканов (27 октября 1904, Битола, Османская империя - 4 октября 1971, София, Болгария) — болгарский зоолог и гидробиолог.

## Биография
Родился Александр Вылканов 27 октября 1904 года в Битоле. В 1927 году окончил Софийский университет. С 1938-по 1939 год стажировался в Германии. С 1940-по 1964 год занимал должность директора Морской биологической станции в Варне, одновременно с этим занимал должность основанной им кафедры общей гидробиологии Софийского университета (с 1952-по 1963 год). С 1865-по 1971 год занимал должность директора Зоологического института и музея Болгарской АН.
Скончался 4 октября 1971 года в Софии.

## Научные работы
Основные научные работы относятся к цитологии и морфологии беспозвоночных животных, протистологии и гидробиологии.
- Изучал гидрологию и гидрофауну высокогорных и солоноватых озёр Болгарии и Чёрного моря.
- Описал более 60 новых видов одноклеточных и низших многоклеточных животных.